# Klaus Wolfermann
Klaus Wolfermann (ur. 31 marca 1946 w Altdorf bei Nürnberg, zm. 18 grudnia 2024) – niemiecki (Niemcy Zachodnie) lekkoatleta, oszczepnik, mistrz olimpijski z Monachium.
Klaus Wolfermann był czołowym oszczepnikiem lat 70. XX wieku. Startował podczas XIX Letnich Igrzysk Olimpijskich Meksyk 1968, ale nie wszedł do finału. Podczas X Mistrzostw Europy w 1971 roku w Helsinkach zajął 6. miejsce.
Największym sukcesem odniesionym przez Klausa Wolfermanna jest złoty medal olimpijski wywalczony podczas XX Letnich Ogrzysk Olimpijskich Monachium 1972. W konkursie stoczył zacięty pojedynek z reprezentującym Związek Radziecki Łotyszem Jānisem Lūsisem. Klaus Wolfermann wygrał z nim zaledwie o 2 cm, przy rzutach przekraczających 90 m – Niemiec osiągnął odległość 90,48 m (wówczas rekord olimpijski), a Jānis Lūsis 90,46 metra.
Rok później, 5 maja 1973 roku, pobił rekord świata posyłając oszczep na odległość 94,08 metra. Podczas XI Mistrzostw Europy w 1974 roku w Rzymie zajął 5. miejsce.
Dwukrotnie, w 1972 i 1973 roku, był wybierany sportowcem roku w Niemczech Zachodnich. Był mistrzem tego państwa w latach 1969-1974.